# Wulpen (Belgique)
Pour les articles homonymes, voir Wulpen.
Wulpen est une section de la commune belge de Coxyde située en Région flamande dans la province de Flandre-Occidentale. C’est une commune à part entière avant la fusion des communes de 1971 quand elle est intégrée dans la commune de Ostdunkerque avant de devenir une section de Coxyde en 1977.

## Toponymie
On trouve anciennement le nom écrit comme Vulpen qui correspond à la prononciation française du nom.

## Démographie

### Évolution démographique
- Sources : INS, Rem. : 1831 jusqu'en 1970 = recensements, 1976 = nombre d'habitants au 31 décembre[3].

## Géographie
Le village est situé sur un polder et est connu comme étant un village de pêcheurs.

## Histoire
En 1135, Milon évêque des Morins (évêques de Thérouanne) confirme au monastère de Saint-Nicolas de Furnes la possession de différentes églises dont Ramscappel, Wulpen.
Wulpen fut situé dans le périmètre des combats de Furnes et de Nieuport entre les troupes du Saint-Empire romain à celles de la République française le 21 octobre 1793 (30 vendémiaire an II) durant les guerres de la première coalition.